# 2479 Sodankylä
A 2479 Sodankylä (ideiglenes jelöléssel 1942 CB) a Naprendszer kisbolygóövében található aszteroida. Yrjö Väisälä fedezte fel 1942. február 6-án. A kisbolygó neve a finn Lappföldön található Sodankylä városára utal.